# Завод добрив у Коораганзі
Завод добрив у Коораганзі (Kooragang) — колишній виробничий майданчик на сході Австралії. Також був відомий як Велш-Пойнт (Welsh Point).
Ще на початку XX століття компанія Sulphide Corporation започаткувала в районі Ньюкасла у Кокл-Крік виробництво суперфосфату. У 1964-му вона виділила його в окрему компанію Greenleaf Fertilizers Limited, що наступного року взялася за спорудження другого заводу добрив у ще одному районі Ньюкаслу — на нещодавно намитому остров Коораганг. Завод почав роботу не пізніше 1966 року та випускав сульфатну кислоту, дією якої на фосфорити отримували фосфорну кислоту. Остання використовувалась далі для продукування:
- концентрованих фосфорних добрив (відомо, що обробкою фосфоритів фосфатною кислотою можливо отримати потрійний суперфосфат, а обробка фосфатною та сульфатною кислотами дає подвійний суперфосфат);
- азотно-фосфорних добрив у вигляді фосфату амонію, постачальником аміаку для яких був розташований поруч завод азотної хімії.
Потужність майданчика за фосфорною кислотою становила 200 тонн на добу (в перерахунку на пентаоксид фосфору).
Вже у 1969-му Greenleaf Fertilizers продали виробнику добрив компанії Australian Fertilizers Limited (AFL, володіла своїм виробничим майданчиком у Порт-Кембла), що в 1985-му була поглинута компанією Incitec, яка раніше називалась Consolidated Fertilizers Limited та мала заводи добрив у Коораганзі (той самий згаданий вище азотний майданчик), Пінкенба, Гібсон-Айленді та Кернсі.
У 1989-му продукування добрив на колишньому майданчику Greenleaf Fertilizers припинили.